# 8971 Leucocephala
8971 Leucocephala este un asteroid din centura principală de asteroizi.

## Descriere
8971 Leucocephala este un asteroid din centura principală de asteroizi. A fost descoperit pe 29 septembrie 1973 la Observatorul Palomar de Cornelis Johannes van Houten, Ingrid van Houten-Groeneveld și Tom Gehrels. Asteroidul prezintă o orbită caracterizată de o semiaxă mare de 3,10 ua, o excentricitate de 0,15 și o înclinație de 0,8° în raport cu ecliptica.